# Enicospilus coarctatus
Enicospilus coarctatus là một loài tò vò trong họ Ichneumonidae.